# Травіла (Меріленд)
Травіла (англ. Travilah) — переписна місцевість (CDP) в США, в окрузі Монтгомері штату Меріленд. Населення — 11 985 осіб (2020).

## Географія
Травіла розташована за координатами 39°2′49″ пн. ш. 77°15′22″ зх. д. / 39.04694° пн. ш. 77.25611° зх. д. (39.046925, -77.256029).  За даними Бюро перепису населення США в 2010 році переписна місцевість мала площу 44,77 км², з яких 40,99 км² — суходіл та 3,78 км² — водойми.

## Демографія
Згідно з переписом 2010 року, у переписній місцевості мешкало 12 159 осіб у 3821 домогосподарстві у складі 3467 родин. Густота населення становила 272 особи/км².  Було 3950 помешкань (88/км²).
Расовий склад населення:
| - 61,6 % — білих - 29,7 % — азіатів - 4,9 % — чорних або афроамериканців - 0,1 % — корінних американців |

До двох чи більше рас належало 2,8 %. Частка іспаномовних становила 3,6 % від усіх жителів.
За віковим діапазоном населення розподілялося таким чином: 28,6 % — особи молодші 18 років, 58,8 % — особи у віці 18—64 років, 12,6 % — особи у віці 65 років та старші. Медіана віку мешканця становила 45,1 року. На 100 осіб жіночої статі у переписній місцевості припадало 97,9 чоловіків;  на 100 жінок у віці від 18 років та старших — 94,4 чоловіків також старших 18 років.
Середній дохід на одне домашнє господарство  становив 266 317 доларів США (медіана — 206 827), а середній дохід на одну сім'ю — 275 744 долари (медіана — 215 439). Медіана доходів становила 140 164 долари для чоловіків та 89 219 доларів для жінок. За межею бідності перебувало 3,9 % осіб, у тому числі 4,0 % дітей у віці до 18 років та 5,9 % осіб у віці 65 років та старших.
Цивільне працевлаштоване населення становило 5946 осіб. Основні галузі зайнятості: науковці, спеціалісти, менеджери — 27,8 %, освіта, охорона здоров'я та соціальна допомога — 22,0 %, публічна адміністрація — 11,4 %, фінанси, страхування та нерухомість — 9,8 %.